# Казімєж Людвік Бєлінський
Казімєж Людвік Бєлінський гербу Юноша (? — 24 березня 1713, Варшава) — державний діяч Речі Посполитої, дипломат; підкоморій надвірний коронний (1689—1702), маршалок надвірний (1702) і великий коронний (1702—1713), Маршалок Сейму Речі Посполитої (1697); староста тухольский (1687—1702), млавський (1674—1693), черський (1693), макувський (до 1704), мальборкський (1681—1696), осєцький (1682) і ґарволінський (1706). Кавалер Ордену Білого Орла.

## Життєпис
Казімєж Людовік народився після 1660 року в сім'ї на той час підчашого плоцького Францішека Яна Бєлінського та Анни Зофії з Акерстофів (фон Акерстоф чи Акерсдорф). Мав також сестру Терезу. Вперше згадується в документах 1674 року як староста млавський, який підписав елекцію Яна III Собеського від Плоцького воєводства.
Протягом 1678—1682 років навчався у Парижі. 15 грудня 1681 року став старостою мальборкським, 1682 року батько передав йому в цесію староство осєцьке в землі черській. Завдяки шлюбу 1682 року з донькою підскарбія великого коронного Яна Анджея Морштина, приєднався до профранцузької партії.
1683 року Бєлінський очолив створену батьком хоругву зі 103 кіннотників і 9 листопада приєднався до королівської армії, що діяла у Верхній Угорщині. У травні 1685 року, після смерті батька, він очолив гусарську хоругву та керував нею фактично до кінця свого життя.
Був послом від закрочимського сеймику на Сейми 1683, 1688, 1688/1689, 1690, 1692/1693 років, посол від сеймику черського на Сейми 1693, 1695 років.
У березні 1687 року перебував послом у Берліні. У травні 1687 року отримав тенуту Каски та староство тухольське в Пруссії. У квітні 1688 року знову відбував посольство до Берліну, де підписав трактат про відправлення бранденбурзького військового підкріплення до Польщі, яка воювала з Туреччиною. 3 серпня цього ж року отримав посаду підкоморія надвірного коронного.
1693 року отримав староство черське. Був послом від сеймику землі варшавської на Сейм конвокаційний 1696 року. Після зірвання цього сейму приєднався 28 вересня до генеральної конфедерації. Під час безкоролів'я був маршалком елекційного сейму 1697 року, підтримуючи на польський престол кандидатуру принца де Конті. 1699 року видав Августові II диплом про його елекцію (обрання) королем Речі Посполитої.

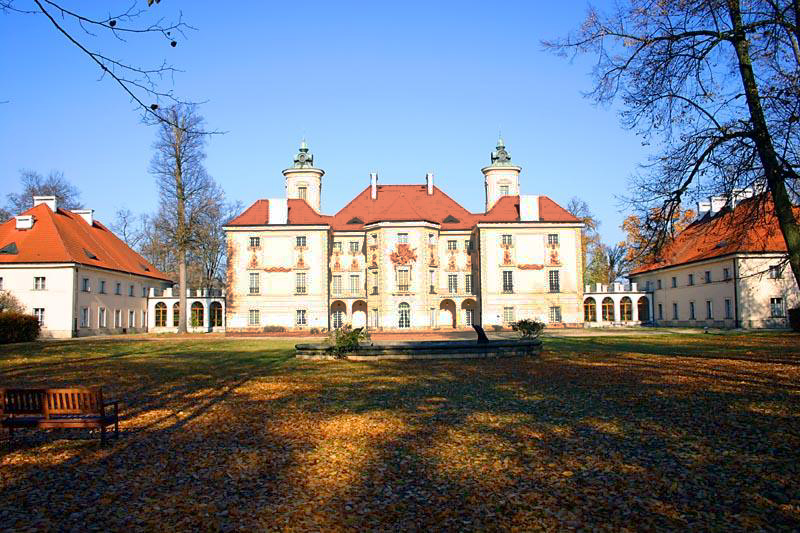
Палац Бєлінських у Отвоцьку-Великому, 2000 рік

Був послом на Сейми 1701 та 1701—1702 років. 26 лютого 1702 року був призначений маршалком надвірним коронним, а вже 20 грудня цього ж року — маршалком великим коронним. 1703 року отримав доживотно староство макувське.
Володів розкішним палацом у Отвоцьку-Великому, збудованому наприкінці 1680-х років за проєктом, який приписують відомому архітектору Тильману Ґамерському (його авторами також вважаються Карло Чероні та Юзеф Фонтана). У цьому палаці часто гостювали королі Ян III та Август II. Останній врешті-решт став коханцем доньки Бєлінського Маріанни.
Під час Північної війни, протягом 1704—1712 років перебував у Ґданську, не підтримуючи формально жодну зі сторін конфлікту. Був членом Сандомирської конфедерації 1704 року. Був відзначений Орденом Білого Орла. Брав участь у Варшавській Генеральній Раді 1710 року.
Помер 24 березня 1713 року в Варшаві, похований у місцевому Соборі Івана Хрестителя.

## Сім'я
1682 року одружився з Людвікою Марією Морштин (?—1730), донькою підскарбія великого коронного Яна Анджея Морштина та Катажини Гордон. Мали 7 дітей:
- Ян — канонік краківський;
- Францішек (1683—1766) — чашник великий коронний (1713), підскарбій Прусської землі (1714), воєвода хелмінський (1725), маршалок надвірний коронний (1732—1742), маршалок великий коронний (1742—1766);
- Міхал[pl] (пом. 1746) — чашник великий коронний (1725), підскарбій Прусської землі (1737), воєвода хелмінський (1738—1746);
- Катажина — дружина старости чигиринського Якуба Потоцького (пом. 1715), з 1716 року дружина французького дипломата, барона Жана Віктора де Бесенваля[pl];
- Урсула — дружина старости сандомирського та каштеляна малоґоського Антонія Чермінського[pl];
- Тереза — дружина каштеляна сандомирського Богуслава Лубенського[pl];
- Марія Анна Маґдалена або Маріанна[pl] (бл. 1685—1730) — коханка короля Августа Сильного; з 1703 року дружина підкоморія великого литовського Богуслава Ернеста Денгофа, а з 1719 року — писаря польного коронного, князя Єжи Іґнація Любомирського[pl].